# ماتي غابر
ماتي غابر (بالسلوفينية: Matej Gaber) مواليد 22 يوليو 1991 في كراني، هو لاعب كرة يد سلوفيني يلعب كمحور. مثل منتخب سلوفينيا لكرة اليد. شارك في دورة الألعاب الأولمبية الصيفية سنة 2016.

## سجل المنافسة
شارك في البطولات التالية:
- بطولة العالم لكرة اليد للرجال 2015
- بطولة أوروبا لكرة اليد للرجال 2012
- بطولة أوروبا لكرة اليد للرجال 2016
- الألعاب الأولمبية الصيفية 2016

## روابط خارجية
- ماتي غابر على موقع الاتحاد الدولي لكرة اليد (الإنجليزية)
- ماتي غابر على موقع الاتحاد الأوروبي لكرة اليد (الإنجليزية)
- ماتي غابر على موقع الاتحاد الفرنسي لكرة اليد (الفرنسية)
- ماتي غابر على موقع اللجنة الأولمبية الدولية (الإنجليزية)
- ماتي غابر على موقع أوليمبيديا (الإنجليزية)